# Lata Mangeshkar
Lata Mangeshkar, född 28 september 1929 i Indore i Madhya Pradesh, död 6 februari 2022 i Bombay, var en indisk sångerska och kompositör.
Lata Mangeshkar har under en period av sjuttiofem år spelat in tiotusentals sånger (uppgifterna varierar mellan omkring 30 000 och 50 000 stycken). Hon var playbacksångerska och musiken används i indiska filmer, där sångarna är de egentliga stjärnorna och där skådespelarna mimar till hennes karakteristiska sång Mangeshkars röst spände över mer än tre oktaver. Hennes karriär spände över åtta årtionden och hon gjorde sånger för mer än 2 000 filmer på 14 indiska språk.
Mangeshkar var syster till Asha Bhosle.

## Utmärkelser
- Filmfare Award - för sången “Aaja re pardesi” (från filmen "Madhumati" 1958)[5]
- Filmfare Award - för sången “Kahin deep jale kahin dil” (från filmen "Bees saal baad" 1962)[5]
- Filmfare Award - för sången “Tumhi mere mandir” (från filmen "Khandaan" 1965)[5]
- Filmfare Award - för sången “Aap mujhe acchhe lagne lage” (från filmen "Jeene ki raah" 1969)[5]
- Padma Vibhushan (1999)[5]
- Bharat Ratna (2001)[5]